# مدار مجتمع بازخوانی

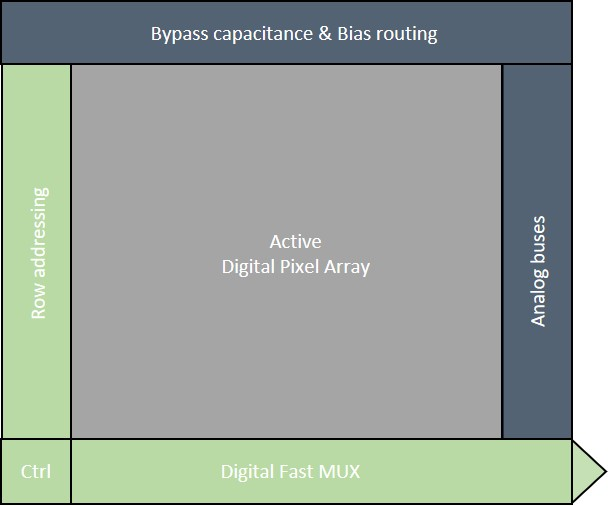
بلوک دیاگرام مدار مجتمع بازخوانی پیکسل دیجیتال (DPROIC)

یک مدار مجتمع بارخوانی (ROIC) یک مدار مجتمع (IC) است که به طور خاص برای خواندن داده های مربوط به یک نوع خاص از حسگرها استفاده می شود. آنها با انواع مختلف آشکارسازها مانند مادون قرمز و فرابنفش سازگار هستند. هدف اصلی برای ROIC ها جمع آوری جریان نوری از هر پیکسل و سپس انتقال سیگنال حاصل بر روی مسیرهای خروجی برای بازخوانی است. در فناوری قدیم ROIC، بار الکتریکی سیگنال در هر پیکسل ذخیره می شود و سپس سیگنال را برای بازخوانی به مسیرهای خروجی هدایت می کنند. این امر مستلزم ذخیره بار سیگنال زیاد در هر پیکسل و حفظ نسبت سیگنال به نویز (یا محدوده دینامیکی) با خواندن و دیجیتالی شدن سیگنال است. 
یک ROIC دارای خروجی های آنالوگ پرسرعت برای انتقال داده های پیکسل به خارج از مدار مجتمع است. در صورتی که خروجی های مدار مجتمع از نوع دیجیتال باشند، از IC به عنوان یک مدار مجتمع بازخوانی دیجیتال (DROIC) یاد می شود.

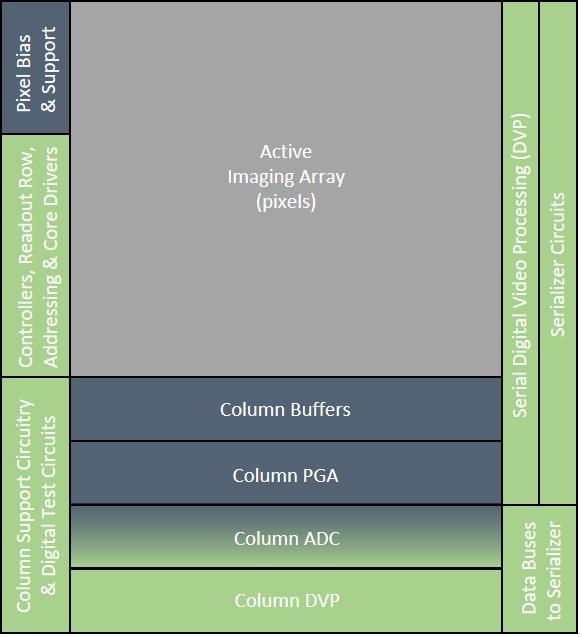
نمودار بلوکی مدار مجتمع بازخوانی دیجیتال (DROIC)